# National Book Critics Circle

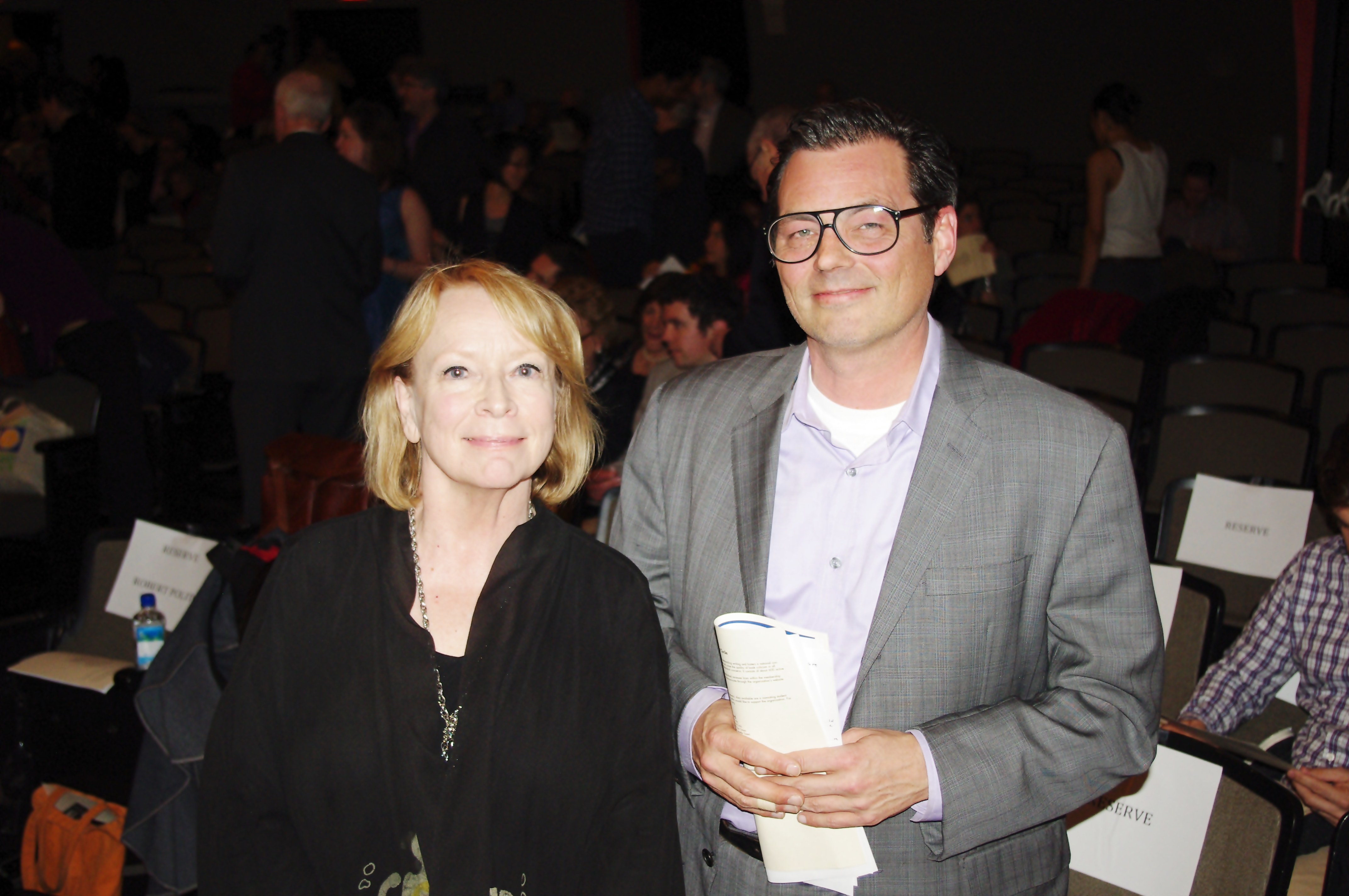
L'ex presidente Jane Ciabattari e l'attuale presidente Eric Banks ai National Book Critics Circle Awards, marzo 2012

Il National Book Critics Circle (NBCC) è un'organizzazione non-profit statunitense, ordine professionale degli editori e dei critici librari, che conta circa 600 membri ed  è principalmente conosciuta per i National Book Critics Circle Award, una serie di premi letterari assegnati annualmente a marzo.
L'organizzazione venne fondata nell'aprile del 1974 da John Leonard, Nona Balakian e Ivan Sandrof con l'intenzione di "estendere la Tavola rotonda dell'Algonquin a livello nazionale".
Venne formalmente riconosciuta come organizzazione non-profit nell'ottobre del 1974, e in novembre il comitato consultivo si riunì per istituire i premi letterari annuali. Nella prima newsletter, inviata tre mesi dopo, il presidente Ivan Sandrof proclamò scopo primario dell'organizzazione "migliorare e mantenere gli standard di critica letteraria in un'epoca di deterioramento dei valori". All'epoca, l'organizzazione era composta da 140 membri e contava di sensibilizzare anche critici freelance.
Il National Book Critics Circle ha presentato la prima edizione dei suoi premi nel 1976, durante la quale sono stati premiati i libri stampati nel 1975, suddivisi in quattro categorie. Solo critici ed editor in attività possono far parte della giuria: vengono eletti 24 consiglieri che decidono chi candidare per il premio e fanno la scelta finale ogni anno.
Una quinta categoria di premi (biografie/autobiografie) venne introdotta nel 1983, e successivamente divisa in due categorie distinte nel 2005. Dal 2005 i premi totali sono otto: sei categorie per il National Book Critics Circle Award (narrativa, saggistica, autobiografia, biografia, critica e poesia), più due premi speciali. Dal 1991 il recensore più abile vince il Nona Balakian Citation for Excellence in Reviewing. Un'altra persona o organizzazione viene premiata per "contributi eccezionali al libri" con l'Ivan Sandrof Lifetime Achievement Award. Tutti gli otto premi portano la data dell'anno precedente a quello della consegna.
Come ordine professionale, il National Book Critics Circle lavora anche per migliorare la qualità delle recensioni e fornisce servizi ai suoi membri.